# Islandsflug
Islandsflug was een IJslandse luchtvaart- en leasemaatschappij die zowel vracht- als passagiersvluchten uitvoerde. Het hoofdkwartier van Islandsflug lag op de luchthaven van Keflavík. In 2005 ging Islandsflug op in Air Atlanta Icelandic.

## Geschiedenis
Islandsflug ontstond in 1991 uit een samenwerking tussen Eagle Air Domestic en Flugtak. In 1994 begon Islandsflug met binnenlandse nachtelijke vrachtvluchten.
In 1997 werd hun eerste Boeing 737-200QC geleverd en begonnen ze naast Propellervliegtuigen ook met straalvliegtuigen te vliegen. De 737 werd zowel voor vracht- als passagiersvluchten gebruikt.
In 1999 werd de naam Icebird Airlines geïntroduceerd voor de internationale vluchten van Islandsflug en in 2001 werd het eerste widebodyvliegtuig van Islandsflug geleverd: een Airbus A310. Hiermee werd Islandsflug de eerste IJslandse luchtvaartmaatschappij die met een Airbus vloog.
In 2005 ging Islandsflug op in Air Atlanta Icelandic.

## Vloot

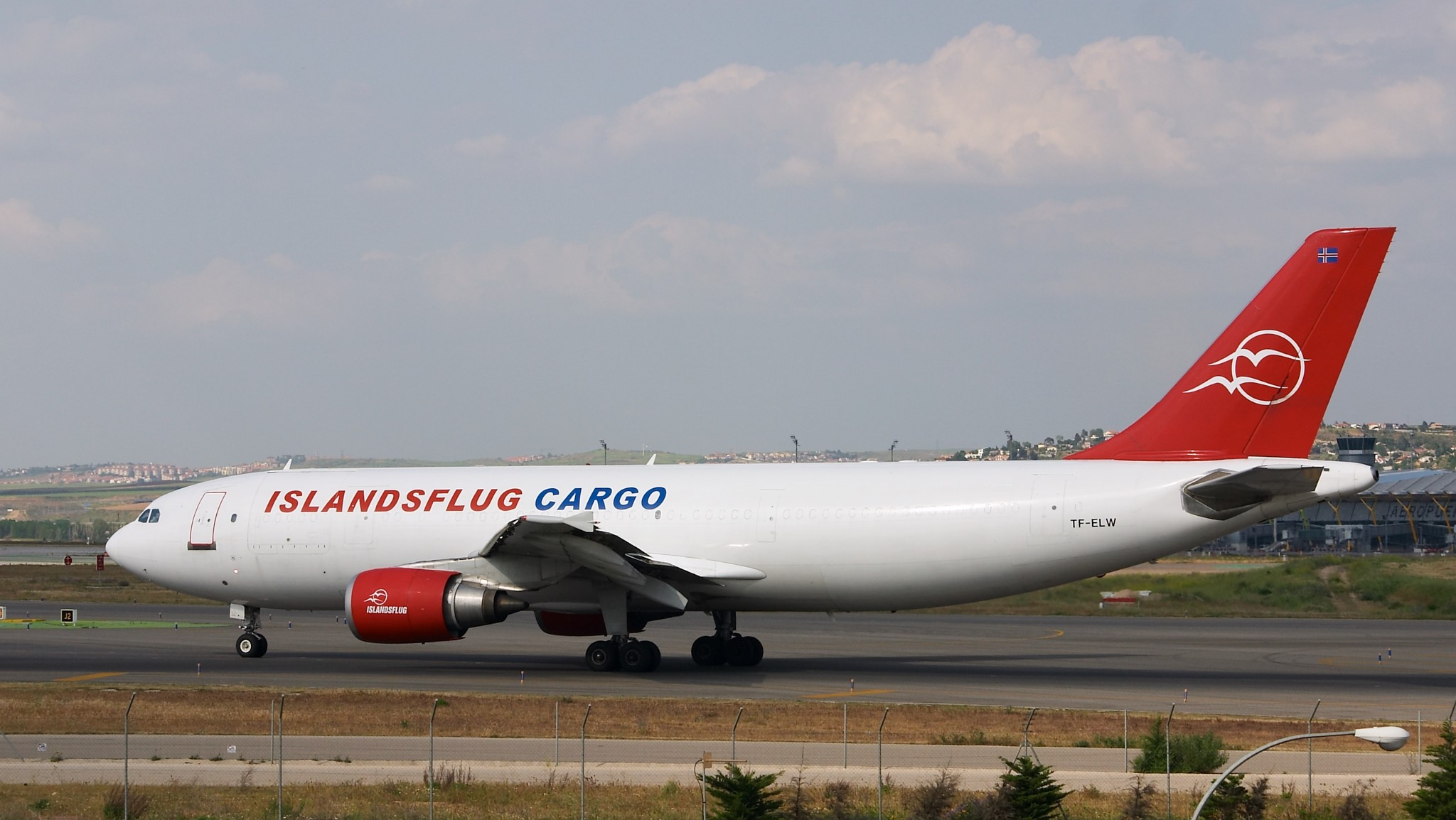
Airbus A300 van Islandsflug

- 4 Airbus A300-600
- 3 Airbus A310-300
- 2 ATR 42
- 1 Boeing 737-200
- 9 Boeing 737-300
- 6 Boeing 737-400